# ウユ
Uyu（ウユ、9月15日 - ）は、北海道旭川市出身の作詞家、歌手。

## 人物
2006年より『ACRYLICSTAB』のメンバーとして、主にボーカル、作曲を担当。
最近では自身の活動以外にも、ゲーム、女優や声優への作詞提供を行うなど活動の幅を広げている。

## 主な参加作品

### テレビアニメ
- 波打ち際のむろみさん キャラクターソングアルバム〜「波打際のMUSIC」 作詞提供(2013年)
- オレカバトル 決戦バーニング 作詞提供(2014年)
- アイカツスターズ! 騎咲レイ(りえ)・白銀リリィ(ななせ) from AIKATSU☆STARS 「裸足のルネサンス」 コーラスアレンジ
- アイカツスターズ! みき,みほ from AIKATSU STARS! 「ときめきマタドール∞」 コーラスアレンジ
- ぼくたちは勉強ができない Study 「打算だ!!!」 コーラス歌唱(2019年)

### 映画
- スポチャン対決! 〜妖怪大決戦〜 マヤ(CV：堀江由衣) 「Smile Again」 作詞(2014年)
- 神風動画 COCOLORS 「Mirrors」 (2017年)

### ゲーム
- PS3 エスカ&ロジーのアトリエ 〜黄昏の空の錬金術士〜 「無限大クロニクル」 ACRYLICSTAB Uyu名義 作詞・ボーカル歌唱(2013年)
- PS3 シャリーのアトリエ 〜黄昏の海の錬金術士〜 「渇きの輪郭」 ACRYLICSTAB Uyu名義 作詞・ボーカル歌唱(2014年)
- ニンテンドー3DS みつけて！おじぽっくる+ 「おじぽっくるのうた」 作詞・ボーカル歌唱(2016年)
- PS4 WHITEDAY～学校という名の迷宮～ 「数多の先」 ACRYLICSTAB名義 作詞・ボーカル歌唱(2017年)
- ニンテンドー3DS みつけて！おじぽっくるDX 「おじぽっくるのうた」 作詞・ボーカル歌唱(2018年)
- Nintendo Switch 私立ベルばら学園～ベルサイユのばらRe*imagination～ 「未完成アクター」 作詞・ボーカル歌唱(2019年)

### スマートフォン
- 刀使ノ巫女 刻みし一閃の燈火 「燈火結いて」作詞・ボーカル歌唱 (2019年)
- キングスレイド 中恵光城 「Not A Hero」 日本語訳詞(2019年)
- 天華百剣 -斬- 赤松政則刀(CV：井上遥乃),一期一振(CV：藤田茜),蜂須賀正恒(CV：桜木アミサ) 「ごくらく！Blooming」 作詞(2020年)

### ライブ
- 徳島市 マチ★アソビ ボーカル出演
- コーエーテクモゲームス アトリエ20周年記念ライブ ボーカル出演(2017年)
- JAPAN GAME MUSIC FES Ⅱ:Re 霜月はるか＆ACRYLICSTAB ボーカル出演(2018年)
- コーエーテクモゲームス ガスト25周年記念ライブ ボーカル出演(2018年)
- テレビアニメ『鬼滅の刃』フィルムコンサート〜追憶の調べ〜 コーラス出演(2019年)

### テレビ番組
- 『すすめ!キッチン戦隊クックルン』（NHK、2013年） ボーカル歌唱[3][4]

### DVD・BD
- VAP 「ガストプレミアムライブ～黄昏の世界の音楽会～」 映像出演 (2013年)
- ももいろクローバーZ 「AMARANTHUS(初回特典映像)」 映像出演 (2016年)

## 作詞
- 吉木りさ 「Over the rainbow!」 作詞(2012年)
- U-KISS 「Believe(Believe you)」 日本語訳詞(2012年)
- JUNO 「Anywhere」 作詞(2012年)
- 新谷良子 「Brightest Road」 作詞(2013年)